# Вестников, Борис Владимирович
Борис Владимирович Вестников — советский хозяйственный, государственный и политический деятель.

## Биография
Родился 01 декабря 1924 году в деревне Шараниха. Член ВКП(б).
Участник Великой Отечественной войны. С 1946 года — на хозяйственной, общественной и политической работе. В 1946—1984 гг. — слушатель Горьковской высшей партийной школы, главный редактор газеты «Социалистическая деревня», председатель колхоза имени Сталина Ивановского района Костромской области, председатель колхоза «Совет» Шарьинского района Костромской области, председатель колхоза в Парфеньевском районе, начальник Костромского областного управления полиграфиздата.
Избирался депутатом Верховного Совета СССР 6-го созыва.
Умер 29 декабря 2005 году в Костроме.